# IATきらめきワイド
『IATきらめきワイド』（アイエイティーきらめきワイド）は、1996年9月24日サービス放送開始から1997年3月28日まで岩手朝日テレビで平日夕方に生放送されていた夕方ワイド番組。

## 概要
本番組は、岩手朝日テレビの1996年10月1日の開局に先立つ開局前サービス放送の開始日の1996年9月24日にスタートした。県内他局の報道番組がニュース報道主体の形式だったこともあって独自性を模索し、番組の後半には新聞紹介コーナーを導入。当時発行されていた岩手日報の夕刊や、岩手県では発行されない朝日新聞の夕刊をファクシミリで取り寄せてまで紹介した。
また、サービス放送開始日の第1回放送では東京のテレビ朝日アーク放送センターにキャスターが赴いて、当時『ニュースステーション』のメインキャスターだった久米宏にインタビューを敢行している。
17:58からの『ステーションEYE』は、関東ローカルの時間帯（関東地方のニュースや天気予報など）もそのまま放送していたため、実質的には17:58までが『きらめきワイド』であった。ただし、『ステーションEYE』のエンディングタイトルを『IATきらめきワイド』のものに差し替えることで、表面上は90分間のコンプレックス番組となっていた。
こうした事情から『スーパー戦隊シリーズ』（半年後の枠移動で解消）など同時間帯のネット番組が遅れネットを余儀なくされることとなった。
番組は半年で終了し、1997年3月31日からは『IATスーパーJチャンネル』がスタート。ローカルワイドニュースの時間帯を一旦18時台へ移すこととなる。

## 放送時間
- 月曜 - 金曜 17:30 - 19:00

ローカルパートは17:30 - 17:58の28分間、17:58以降はテレビ朝日から『ステーションEYE ANN』を全編ネットしていた。

## キャスター
- 伊波伴准（メインキャスター）
- 土岐聡子（サブキャスター）
- 山田美保（天気予報担当）
- 高橋香有（天気予報担当）

## テーマ曲
- 緑の町に舞い降りて-Ode of Morioka- （松任谷由実）